# Unión Nacional de Historiadores de Cuba
La Unión Nacional de Historiadores de Cuba (UNHIC) es una organización no gubernamental de carácter científico que agrupa a los trabajadores de las ciencias históricas.
La UNHIC busca promover y divulgar la historia de Cuba y afirma su lealtad a la Revolución y a la democracia. La UNHIC favorece el estudio y la crítica en los trabajos históricos y ayuda al mejoramiento de las condiciones de trabajo de los intelectuales que representa.
La Unión Nacional de Historiadores de Cuba realiza diversos talleres, como el de Historia de La Revolución Cubana, y simposios, como el Emilio Roig de Leuchsenring.
La UNHIC entrega anualmente el Premio Nacional de Historia (uno de sus ganadores es Fidel Castro) y también confiere la categoría de Miembro de Honor a ciertas personalidades (uno de ellos es Hugo Chávez, otro es Eusebio Leal).